# Le Vocatif
Le Vocatif est le titre d'une revue fondée et animée à Bruxelles par Tom Gutt en 1972.

## La revue
Le Vocatif comptait 286 numéros en octobre 1993. L'adresse de son administration était celle de Gutt.
Le Vocatif a publié des textes anciens et des fragments de correspondance inédits des écrivains de la première génération du surréalisme en Belgique, mais aussi des textes et des dessins (souvent de caractère nettement érotique) des écrivains et peintres de la deuxième génération, à laquelle Tom Gutt appartenait.
Les numéros simples du Vocatif sont imprimés sur une feuille de 27,4cm sur 21,4cm pliée en quatre, au format d'une enveloppe ordinaire. 
Les numéros doubles sont composés de deux feuilles. Aucun numéro n'est paginé. Le numéro 100, de 48 pages, est agrafé.
La périodicité de la revue a été assez régulière, la parution de plusieurs numéros pour un seul mois compensant largement, durant de nombreuses années, l'absence de publication pour quelques autres. 
Les textes des aînés des écrivains du surréalisme en Belgique publiés dans Le Vocatif sont répertoriés dans les ouvrages qui leur sont consacrés (sans que soient toujours précisés les numéros correspondants).
Rares doivent être les collections intégrales de la revue. Établissant les bibliographies d'Irène Hamoir et de Louis Scutenaire à l'occasion du « legs Irène Scutenaire-Hamoir », dont Tom Gutt est l'exécuteur testamentaire, aux Musées royaux des beaux-arts de Belgique, Virginie Devillez et Micheline Colin reconnaissent ainsi qu'elles n'ont pu « consulter une collection complète du Vocatif ».

## Sommaires des numéros 1 à 150

### 1972
- n°1 - Paul Magritte (autour de 1935), octobre 1972
- n°2 - Roger Van de Wouwer, Les croisades, novembre 1972, et n° spécial - Roger Van de Wouwer, novembre 1972
- n°3 - Marquise de Brinvilliers et Marcel Mariën (1972), décembre 1972

### 1973
- n°4 - Irine, Quatre nuits de février 1927, janvier 1973
- n°5 - Louis Scutenaire, Macadam et ballast, Je regardais un arbre et 19 février 1972 (autour de 1972), janvier 1973
- n°6 - Paul Magritte, mai 1973
- n°7 - Claudine Jamagne, mai 1973
- n°8 - Roger Goossens, juin 1973
- n°9 - Paul Magritte (autour de 1935), juin 1973
- n°10 - Jacques Wergifosse (1947), juin 1973
- n°11 - Jacques Wergifosse, juin 1973
- n°12 - Louis Scutenaire, Pour René Char, (1937), juillet 1973
- n°13 - Louis Scutenaire, Résultats du grand gala de boxe anglaise... (1928 et 1973), juillet 1973
- n°14
- n°15 - Yves Bossut, juillet 1973
- n°16 - Yves Bossut, juillet 1973
- n°17 - Irène Hamoir, septembre 1973
- n°18 - Irine, Petits commentaires pour sept toiles de Magritte, septembre 1973
- n°19 - Yves Bossut, Mary Dortch, Tom Gutt, Claudine Jamagne, Jean Wallenborn (1973), septembre 1973
- n°20 - Paul Colinet (1936), septembre 1973
- n°21 - Louis Scutenaire, Irine..., Collectif pour René Char (1937), septembre 1973
- n°22 - Yves Bossut, septembre 1973
- n°23 - Paul Magritte (1936-1940), juillet 1973
- n°24 - P.c.c. Marcel Mariën, Un pont aux ânes, septembre 1973
- n°25 - Marcel Mariën, Le paysan du tendre, octobre 1973
- n°26 - Louis Scutenaire, Tu ne sais pas ce qui t'attend? (1940), octobre 1973
- n°27-28 - Jacques Wergifosse, Le cycle des voluptés, octobre 1973
- n°29 - Jacques Wergifisse (1948), Le fond de l'air, octobre 1973
- n°30 - Paul Colinet (1944), Les poèmes de Henrenthout, octobre 1973
- n°31 - Anonyme, Quatre portraits ad interim, remarques de Paul Nougé, document communiqué et annoté par Marcel Mariën, novembre 1973
- n°32 - Paul Nougé et Jean Paulhan, Lettres (1921?-1941), novembre 1973
- n°33 - Paul Nougé, 'Érotiques (1928-1954), novembre 1973
- n°34 - P.c.c. Marcel Mariën, La pipe s'en va-t-en guerre, novembre 1973
- n°35 - Louis Scutenaire, Le conscrit et Mélange du monde, (1920 et 1925), novembre 1973
- n°36 - Paul Colinet, Quatre poèmes de 1935, décembre 1973
- n°37 - Claudine Jamagne, décembre 1973
- n°38 - Claudine Jamagne, décembre 1973
- n°39-40 - Jean Scutenaire, Collectif pour Irène Hamoir, décembre 1973
- n°41 - Marc Moulin, décembre 1973

### 1974
- n°42 - Louis Scutenaire, Hommage à Staline et Poème des miliciens rouges... (vers 1938), janvier 1974
- n°43 - Paul Nougé, Quatre lettres (1948-1950), janvier 1974
- n°44 - Paul Colinet, janvier 1974
- n°45 - Paul Colinet, René Magritte, Marcel Mariën, Paul Nougé et Louis Scutenaire, La lettre des cinq, février 1974
- n°46 - Paul Colinet, La tabatière de Job (1942), février 1974
- n°47 - Paul Nougé, Lettres (1934-1938?), février 1974
- n°48 - Irène Hamoir, Tom Gutt, Paul Magritte et Louis Scutenaire, Du beau travail, mars 1974
- n°49 - Irine, Sans titre, février 1974
- n°50 - Irine, Billets de caramel, février 1974
- n°51 - Paul Magritte, (1935 et 1940-1945), février 1974
- n°52
- n°53 - Dominique Libert, février 1974
- n°54 - Dominique Libert, février 1974
- n°55 - Marcel Lecomte, Déchirure, mars 1974
- n°56 - Marcel Mariën, Deux lettres d'injures (1946), mars 1974
- n°57 - Roger Van de Wouwer, mars 1974
- n°58 - Roger Goossens (1953), mars 1974
- n°59 - Louis Scutenaire, L'hymne des Grimaldiens et Le héros mort (1939), mars 1974
- n°60 - Michel Thyrion, avril 1974
- n°61 - Marcel Mariën, Présentation de « L'imitation du cinéma » (1960), avril 1974
- n°62 - Jacques Wergifosse, La belle saison (1948), avril 1974
- n°63 - Paul Magritte, Le cours d'eau, avril 1974
- n°64 - Paul Colinet, René Magritte et Marcel Mariën (c. 1950), avril 1974
- n°65 - Saint-Pol-Roux, Deux lettres (1893 et 1914), avril 1974
- n°66 - Marcel Lecomte, (1950/1960), mai 1974
- n°67 - Jean Wallenborn, Un petit quelque chose, mai 1974
- n°68 - Louis Scutenaire et Paul Colinet (signé Louis Paul Scutcol), La terreur dans les enveloppes, mai 1974
- n°69 - Marcel Mariën, Pour le musée de la parole, mai 1974
- n°70 - Georges Roux (1942-1974), juin 1974
- n°71 - Tom Gutt, Irène Hamoir, Claudine Jamagne, Paul Magritte et Louis Scutenaire, Poèmes politiques, (Zeebruges, mai 1974), juin 1974
- n°72 - Yves Bossut, juin 1974
- n°73 - Marcel Mariën, La Bacchante aux z'idems, chanson sur une musique de Paul Magritte (1949), juin 1974
- n°74 - André Brombart, septembre 1974
- n°75 - Marcel Mariën, Le sexe tiré par la queue, septembre 1974
- n°76-77  - Marcel Mariën, Montrer du doigt (1956), octobre 1974
- n°78 - Marcel Havrenne, En marge d'un dictionnaire sensible (1954), octobre 1974
- n°79 - Roger Goossens, Les albums du Père Castor, novembre 1974
- n°80 - Roger Goossens, Fragments, novembre 1974
- n°81 - Paul Nougé, Mots croisés, décembre 1974
- n°82 - Marcel Lecomte, Paul Magritte et Jean Paulhan (1942, 1946 et 1944, Sur trois ouvrages de Marcel Mariën, décembre 1974
- n°83 - Marcel Mariën, Légendes d'une exposition (1974), décembre 1974

### 1975
- n°84-85 - Robert Willems, La conversation (1954), février 1975
- n°86 - Tony Blundell, février 1975
- n°87 - André Stas, mars 1975
- n°88 - Roger Goossens (1949), mars 1975
- n°89-90 - Paul Colinet, Marcel Lecomte et René Magritte, La vitrine du posticheur, roman policier illustré (1933), mars 1975
- n°91 - Odilon-Jean Périer, Lettres à Paul Nougé (c. 1926), avril 1975
- n°92-93 - André Stas, Le nominatif, avril 1975
- n°94 - Philippe Brachet, avril 1975
- n°95 - Philippe Brachet, avril 1975
- n°96 - Tom Gutt et Michel Thyrion (1970), mai 1975
- n°97 - Yves Bossut, La lampe, le réverbère et le noir, mai 1975
- n°98 - Paul Colinet et René Magritte, mai 1975
- n°99 - Louis Scutenaire, Reliefs du « Pourchas », mai 1975

### 1976
- n°100 - Rachel Baes, André Balthazar, Yves Bossut, Denis Brachet, Gilles Brenta, André Brombart, Paul Colinet, Adrien M. Dax (Adrien Dax), Camille Goemans, Jane Graverol, Tom Gutt, Irine, Claudine Jamagne, Dominique Libert, André Lorent, Paul Magritte, Jacques Maître, Marcel Mariën, Marc Moulin, Paul Nougé, Thierry Poucet, Pierre Puttemans, Jean Raine, Saint-Pol-Roux, Louis Scutenaire, Gilbert Sénécaut, Max Servais, Armand Simon, André Stas, Floc Terfve, Michel Thyrion, Roger Van de Wouwer, Jean Wallenborn et Robert Willems, février 1976
- n°101 - Saint-Pol-Roux, Lettres à Pierre Decourcelle (1890), janvier 1976
- n°102 - Roger Van de Wouwer, février 1976
- n°103 - Tom Gutt, Trois journées (1973-1975), février 1976
- n°104 - Gilles Brenta, mars 1976
- n°105 - Gilbert Sénécaut, Le poivre des murailles, avril 1976
- n°106 - Gilbert Sénécaut, À travers le miroir, mai 1976
- n°107 - Gilbert Sénécaut, Le métis roux et la rousse métisse, mars 1976
- n°108 - Adrien M. Dax (Adrien Dax), Par la voie des fenêtres, mars 1976
- n°109 - Max Servais, Bande dessinée, avril 1976
- n°110 - Floc Terfve, avril 1976
- n°111 - Saint-Pol-Roux (1936), avril 1976
- n°112 - Saint-Pol-Roux, Le Père Noël à l'Hôtel Drouot (entre 1918 et 1923), avril 1976
- n°113 - Marc Moulin, avril 1976
- n°114 - Gilbert Sénécaut, mai 1976
- n°115 - Hans Bellmer, Deux lettres à René Magritte (1946), mai 1976
- n°116 - André Brombart, mai 1976
- n°117 - Paul Nougé, Texte ancien (antérieur à 1924), juin 1976
- n°118 - René Magritte (quatre dessins, 1946), juin 1976
- n°119 - Paul Joostens, juin 1976
- n°120 - Marcel Mariën, Le philanthropophage, juin 1976
- n°121 - Saint-Pol-Roux, Lettres à Alfred Vallette et Rachilde (1890-1894), juin 1976
- n°122 - Gilbert Sénécaut, juillet 1976
- n°123 - Choderlos de Laclos et Gilbert Sénécaut, Expression littérale, juillet 1976
- n°124 - André Stas, juillet 1976
- n°125 - Léo Malet, juillet 1976
- n°126 - Marcel Mariën, Les couilles de Bilitis (1976), juillet 1976

### 1977
- n°127 - Fernand Dumont (1932 et 1940), mai 1977
- n°128 - Adrien M. Dax (Adrien Dax), mai 1977
- n°129 - Saint-Pol-Roux, Lettres (1893 et 1895), juin 1977
- n°130 - Jacques Maître, mai 1977
- n°131-132 - Roger Goossens (1941), mai 1977
- n°133 - André Stas, mai 1977
- n°134 - Floc Terfve, juin 1977
- n°135 - Roger Van de Wouwer, juin 1977
- n°136 - André Brombart, juin 1977
- n°137 - Gilbert Sénécaut (1970), juin 1977
- n°138 - Marcel Mariën, Le cadavre sans la tombe (1951), juin 1977
- n°139 - François Gutt (entre 1940 et 1944), juin 1977
- n°140 - Tom Gutt et Claudine Jamagne, Bribes complètes (1976), juin 1977
- n°141 - Jean Paulhan, Une lettre à l'auteur du Bélier de Mars, juillet 1977
- n°142 - Robert Desnos, Trois lettres (1936 et 1939), juillet 1977
- n°143 - Philippe Soupault, Miroir (1920?), juillet 1977
- n°144 - Léo Malet, juillet 1977
- n°145 - Georges Roux (1972-1976), juillet 1977
- n°146 - Jean Paulhan, Quatre lettres à Marcel Lecomte, août 1977
- n°147 - Gilles Brenta, août 1977
- n°148 - Francis Picabia (1939), août 1977
- n°149 - Irine, septembre 1977
- n°150 - Louis Scutenaire, Poème, Circonstance, Circonstances encore, (Cassis, août 1977), septembre 1977

## Sommaires des numéros 151 à 286
- n°151 - Pierre Puttemans, juillet 1977
- n°152 - Paul Hooremann (milieu des années 20), août 1977
- n°153 - Yves Bossut, octobre 1977
- n°154 - Colette Deblé sous-lignée par Bernard Noël, octobre 1977
- n°155 - Geert van Bruaene, Lettres à Paul Colinet (1953-1957), octobre 1977
- n°156
- n°157 - Saint-Pol-Roux, Lettres à Pierre Decourcelle (1890 et 1911), décembre 1977

### 1978
- n°158 - Christine De Bruycker et Fernand Dumont (1977 et 1926), janvier 1978
- n°159 - Francis Picabia (autour de 1949), mars 1978
- n°160 - François Deknop et Robert Willems, avril 1978
- n°161-162 - Denis Marion, Paul Nougé encore et toujours, avril 1978
- n°163-164
- n°165-166 - Max Servais, avril 1978
- n°167 - Paul Colinet et Robert Willems (1935), mai 1978
- n°168
- n°169 - Irine, juin 1978
- n°170 - Louis Scutenaire, Poésies, juin 1978
- n°171 - Tom Gutt, Les poèmes pour Robert du 7 avril 1978, juin 1978
- n°172 - Gilles Brenta, Tom Gutt, Claudine Jamagne et Michel Thyrion, Le roman des cinq, juin 1978
- n°173-174 - Louis Scutenaire, Irène Hamoir..., Collectif pour Paul Éluard, juillet 1978
- n°175 - Francis Picabia, Deux lettres (après 1945), juillet 1978
- n°176 - Francis Picabia, Cinq poèmes, juillet 1978
- n°177 - René Magritte (6 affiches), août 1978
- n°178 - Jean Raine (1978), septembre 1978

### 1979
- n°179 - Francis Picabia, Réponses succinctes (autour de 1947), avril 1979
- n°180 - Hergé et Tom Gutt, Les exploits de Quick et Flupke, avril 1979
- n°181 - Jean Paulhan (1915), avril 1979
- n°182 - Jean-Michel Michelena, avril 1979
- n°183 - Claude Galand/Pilori, mai 1979
- n°184-185 - Dominique Libert, mai 1979
- n°186 - René Magritte, Lettres à P.-L. Flouquet (autour de 1921), mai 1979
- n°187 - Marcel Mariën, Chansons pour Paul Magritte, mai 1979
- n°188 - Auguste Mambour, Quatre érotiques (1929), mai 1979
- n°189 - Pierre Reverdy, Lettres à Henri Vandeputte (1921), juin 1979
- n°190 - Louis Scutenaire, Lettre à Estrella de la Torre, juin 1979
- n°191-192 - Max Servais, Le peu que je sais de Paul Nougé..., juin 1979
- n°193 - José Argémi, Franchise postale, juin 1979
- n°194 - Jean d'Esparbès, Le banquet [en l'honneur de Saint-Pol-Roux, perturbé par les surréalistes, juin 1925], juillet 1979
- n°195 - Francis Picabia (autour de 1949), juillet 1979
- n°196 - Paul Magritte, juillet 1979
- n°197 - Paul Colinet, Une feuille de lierre (1942), août 1979
- n°198 - Irine, Tombacs, août 1979
- n°199 - Jean-Claude Biraben, La cible maladroite, août 1979

### 1980
- n°200 - Jean Paulhan, Lettres à Vincent Monteiro (autour de 1949), février 1980
- n°201 - Jean Paulhan, [Lettres à Louis Émié ](1940-1943), février 1980
- n°202 - Anonyme, [six dessins sur ronds de bock] (1979), février 1980
- n°203 - Christine Wendelen, février 1980
- n°204 - Francis Picabia, Trois poèmes inédits, mars 1980
- n°205 - André Breton, Une lettre à Édouard Dujardin (1930), mars 1980
- n°206 - Marc Moulin, Le pétomane, mars 1980
- n°207 - Irine, C'était, mars 1980
- n°208 - Marcel Lecomte, Féminin singulier (1966), mars 1980
- n°209
- n°210 - Louis Scutenaire, Happelourdes, 1980

### 1981
- n°211 - Irine, Sont cors de chasse..., juin 1981
- n°212 - Jean Paulhan, septembre 1981
- n°213 - Robert Willems, septembre 1981
- n°214 A - André Thirion, septembre 1981
- n°214 B - Gilles Brenta, Nadja Gutt, Tom Gutt, Claudine Jamagne, Max Servais, Christine Wendelen, octobre 1981
- n°215 A - Salvador Dalí, septembre 1981
- n°215 B - Marcel Mariën, octobre 1981
- n°216 A - Roger Kerger, octobre 1981

### 1982
- n°216 B - Francis Picabia, mars 1982
- n°217 - Roger Goosens, mars 1982
- n°218 - Marcel Lecomte, mars 1982
- n°219 - Edmond About, avril 1982
- n°220 - Marcel Mariën, septembre 1982

### 1983
- n°221 - Lucien Descaves, janvier 1983
- n°222 - Edmond About, février 1983
- n°223 - Saint-Pol-Roux, septembre 1983
- n°224 - Paul Colinet, septembre 1983
- n°225 - Jean Wallenborn, octobre 1983
- n°226 - Marcel Mariën, décembre 1983
- n°227 - Saint-Pol-Roux, décembre 1983

### 1984
- n°228 - Irène Hamoir, Jean Scutenaire, janvier 1984
- n°229 - Lucien Descaves, janvier 1984
- n°230-231 - Paul Joostens, janvier 1984
- n°232 - Camille Goemans, janvier 1984
- n°233 - Georges Roux, janvier 1984
- n°234 - Georges Roux, janvier 1984
- n°235-236 - Christian Dotremont, février 1984
- n°237 - Auguste Mambour, février 1984
- n°238 - Jean Paulhan, mars 1984
- n°239 - Jean Paulhan, mars 1984
- n°240 - Jean Paulhan, mars 1984

### 1985
- n°241 - Robert Willems, mars 1985

### 1986
- n°242 - Christine Wendelen, mars 1986
- n°243-244 - Claude Galand, mars 1986

### 1987
- n°245 - Georges Roux, novembre 1987
- n°246 - André Breton, novembre 1987
- n°247 - Dominique Rabourdin, décembre 1987
- n°248-249-250 - Claude Galand, décembre 1987

### 1988
- n°251 - Giorgio de Chirico, Deux lettres, avril 1988
- n°252-253 - Gilles Brenta, Witold De Vriendt, Patrick Ghislain, Tom Gutt, Claudine Jamagne, Christine Wendelen, Hommage à Delcol R. & Madame, mai 1988
- n°254 - Louis Scutenaire et Joë Bousquet, Lettres, septembre 1988
- n°255 A - Francis Picabia, octobre 1988

### 1990
- n°255 B - Francis Picabia, (Sept Dessins), avril 1990
- n°256 - Paul Éluard, l'Amour la poésie, avril 1990
- n°257 - Irine, Arrivée au bout de son suif la chandelle s'éteint, avril 1990
- n°258-259 - Louis Scutenaire, Lettres à Robert Harpignies, avril 1990
- n°260 - Louis Scutenaire, Une lettre, avril 1990
- n°261 - Francis Picabia, Lettre à Germaine Everling, septembre 1990

### 1991
- n°262 - Xavier Canonne, avril 1991
- n°263 - Gilles Brenta, Loup Brenta, Xavier Canonne, Nadja Gutt, Tom Gutt, Claudine Jamagne, Chrisstine Wendelen, « Portraits d'André Stas et Jean Marchetti », avril 1991
- n°264 - Gilles Brenta, Sylvain Goudemare, Tom Gutt, Claudine Jamagne, Barbara Pascarel, Christine Wendelen, Il était une fois, avril 1991
- n°265 - Gilles Brenta, L'objet Direct, avril 1991

### 1992
- n°266 - Robert Desnos, Six poèmes forcés, septembre 1992
- n°267 - Lucien Descaves, Deux lettres à tresse, septembre 1992
- n°268 - Tristan Tzara, Public et « initiés » (Résumé du discours prononcé au Congrès des Écrivains 1935), septembre 1992
- n°269 - Marcel Mariën, L'eau du Robinet, octobre 1962
- n°270 - Edmond About, Lettres à Jules Janin, octobre 1992
- n°271 - Guillemette Terfve, L'appendisite, octobre 1992
- n°273 - Sylvain Goudemare, CHER TOME, octobre 1992
- n°275 - Irène Hamoir, décembre 1992

### 1993
- n°282-283 - Saint-Pol-Roux, février 1993 (manque le premier feuillet)
- n°286 - André Stas, Salutations liégeoises, octobre 1993